# Na'ama Leleimalefaga

a Compétitions nationales et continentales officielles uniquement.

b Matchs officiels uniquement.
Dernière mise à jour le 2 juin 2019.
Na'ama Leleimalefaga, né le 20 novembre 1987 à Apia, est un joueur international samoan de rugby à XV évoluant au poste de pilier.

## Biographie
- 2007-2015 : Montpellier HR
- 2015-2017 : Worcester Warriors
- 2017-2018 : CA Brive
- 2018-2019 : Rouen NR

En 2019, il met un terme à sa carrière. Il devient alors entraîneur RC Mont-Saint-Agnan, en Honneur, et consultant pour la mêlée auprès du Rouen NR. En 2020, il quitte la Normandie pour rejoindre l'AS Béziers, toujours en tant que consultant pour la mêlée.

## Palmarès
Avec le Rouen NR
- Championnat de France de Fédérale 1 :
  - Champion (1) : 2019

Avec Montpellier
- Championnat de France :
  - Vice-champion (1) : 2011
- Championnat de France espoir :
  - Champion (1) : 2008